# جيف هايز
جيف هايز (بالإنجليزية: Jeff Hayes)‏ هو لاعب كرة قدم أمريكية أمريكي، ولد في 19 أغسطس 1959 في ألكين في الولايات المتحدة.

## وصلات خارجية
- جيف هايز على موقع مرجع كرة القدم المحترفة.كوم (الإنجليزية)